# James H. Ellis
James Henry Ellis (* 25. September 1924 in Prestbury; † 25. November 1997) war ein britischer Ingenieur und Kryptograph, der Anfang der 1970er Jahre ein asymmetrisches Kryptosystem vorschlug, das aus Gründen der Geheimhaltung aber zunächst nicht veröffentlicht wurde.

## Leben
Ellis’ Eltern kamen aus Australien und er wurde in England geboren. Er wuchs in London auf und studierte am Imperial College London Physik. Nach dem Studium war Ellis zunächst an der Post Office Research Station im Nordwesten Londons tätig und ging 1952 an das GCHQ nach London Borough of Hillingdon. Er blieb bei der Behörde und wechselte 1965 zu ihrem Hauptsitz Cheltenham.

## Idee für ein asymmetrisches Kryptosystem
In symmetrischen Kryptosystemen ist die Schlüsselverteilung aufwändig. Ende der 1960er Jahre bat deshalb das GCHQ seinen Mitarbeiter Ellis um einen Vorschlag zur Kostensenkung. Beim Literaturstudium dazu stieß er auf Shannons Arbeit Communication in the Presence of Noise (etwa: „Nachrichtenübermittlung bei auftretenden Rauschsignalen“). Nach der Lektüre des Artikels dieses Pioniers der Kryptographie wurde die Idee des asymmetrischen Schlüssels geboren: Der Empfänger muss der Nachricht des Senders von Anfang an ein Rauschen superponieren. Somit wird die Nachricht unkenntlich gemacht. Da der Empfänger den Rauschanteil hinterher herausrechnen kann, weil dem Empfänger der Rauschanteil bekannt ist, kann er allein die Nachricht lesen.
Ellis, der kein Mathematiker war, wusste nicht recht, wie er seinen Einfall implementieren sollte. Das erledigten 1973–1974 zwei junge Mathematiker – Clifford Cocks und  Malcolm Williamson. Die Arbeit der drei Forscher am GCHQ blieb zunächst geheim. 1976 publizierten Diffie und Hellman eine Vorarbeit zur Public-Key-Kryptographie, die das Schlüsselübermittlungsproblem löste und ein Jahr später bei dem RSA-Kryptosystem genutzt wurde. Das GCHQ hatte Williamson 1976 eine Veröffentlichung untersagt.

## Quelle
- Simon Singh: Geheime Botschaften. Die Kunst der Verschlüsselung von der Antike bis in die Zeiten des Internet. Aus dem Englischen von Klaus Fritz. Mit zahlreichen Schwarzweißabbildungen S. 338–352.  Deutscher Taschenbuch Verlag, München 2012 (11. Aufl.), ISBN 978-3-423-33071-8